# Мендаса
Мендаса (ісп. Mendaza) — муніципалітет в Іспанії, у складі автономної спільноти Наварра. Населення — 308 осіб (2009).
Муніципалітет розташований на відстані близько 280 км на північний схід від Мадрида, 50 км на захід від Памплони.
На території муніципалітету розташовані такі населені пункти: (дані про населення за 2009 рік)
- Аседо: 140 осіб
- Асарта: 51 особа
- Мендаса: 83 особи
- Убаго: 34 особи

## Демографія
Динаміка населення (INE ):

## Галерея зображень

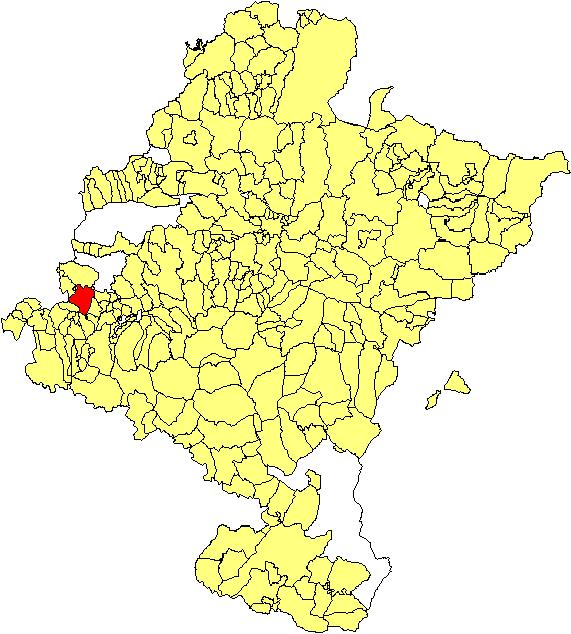
Розташування муніципалітету